# Mico Asen
Mico Asen (bolgarsko Мицо Асен, Mico Asen) ali Mičo Asen (bolgarsko Мичо Асен, Mičo Asen) je bil leta 1256-1257 car Drugega bolgarskega cesarstva, * ni znano, † 1277/1278, Troja, Bizantinsko cesarstvo.

### Vladanje
Mica Asen je prišel na bolgarski prestol s poroko z Marijo, hčerko carja Ivana Asena II. in Irene Epirske. Datuma njegovega rojstva in smrti nista znana. Nejasni  so tudi njegove predhodniki in njegovo ime, ki se sicer najde v uradnih kontekstih, vendar ni pomanjševalnica imena Mihael. Njegova kariera, ki bi ga omogočila prepoznati kot Mihaela, sina ruskega kneza in ogrskega bana Rostislava Mihajloviča,   ni opisana v nobenem bizantinskem viru. Omenjen ni tudi noben drug član rodbine Černigov. Mico je, tako kot njegov naslednik Konstantin Tih, naslov Asen najverjetneje  privzel po prihodu na prestol.
Bolgarski cesar je postal po umoru ženinega bratranca Kolomana II. Asena leta 1256. V prestolnici Trnovo in Preslavu je imel nekaj podpore, večina podeželskega plemstva pa ga je sovražila. Po nejasnem in neuspešnem pohodu proti nikejskemu cesarju Teodoru II. Laskarisu, je izgubil tudi zaupanje podložnikov. 
Ko je plemstvo namesto njega za carja izvolilo Konstantina Tiha, je Mico z družino leta 1257 pobegnil iz prestolnice in se poskušal upirati najprej v Preslavu in zatem v Mesembriji (zdaj Nesebăr). Cesarju Mihaelu VIII. Paleologu je v zameno za azil in posestvo  prepustil Mesembrijo in njeno okolico in dobil zatočišče v Nikeji. Kasneje je dobil zemljo v Troadi, kamor se je preselil z družino. Datum njegov smrti ni znan, zgleda pa, da je umrl kmalu po letu 1277/1278, ko je s pomočjo bizantinskega cesarja Mihaela VIII. Paleologa zahtevnih za bolgarski prestol postal Micov sin Ivan Asen III.

## Družina
V zakonu z Marijo Asenino je imel
- Ivana Asena III., bolgarskega carja 1279-1280
- Kiro Marijo, poročeno z bolgarskim carjejm  Jurijem I. Terterjem

## Vir
- John V. A. Fine, Jr. The Late Medieval Balkans. Ann Arbor, 1987.

| Mico Asen Rojen: ni znano Umrl: ni znano |                         |                           |
| Vladarski nazivi                         |                         |                           |
| Predhodnik: Koloman II. Asen             | Bolgarski car 1256–1257 | Naslednik: Konstantin Tih |